# Ryan Zapolski
Ryan Zapolski (ur. 11 listopada 1986 w Erie, Pensylwania) – amerykański hokeista pochodzenia polskiego, reprezentant Stanów Zjednoczonych, olimpijczyk.

## Kariera
- Mahoning Valley Phantoms (2005-2006)
- Mercyhurst College (2007-2011)
- Florida Everblades (2011)
- Stockton Thunder (2011)
- Kalamazoo Wings (2011)
- Toledo Walleye (2011)
- Gwinnett Gladiators (2012)
- South Carolina Stingrays (2012-2013)
- Wilkes-Barre/Scranton Penguins (2013)
- Milwaukee Admirals (2013)
- Lukko (2013-2016)
- Jokerit (2016-2019)
- Vienna Capitals (2019-2020)

W Stanach Zjednoczonych występował w ligach NAHL od 2005 do 2007, NCAA od 2007 do 2011 oraz ECHL od 2011 do 2013. W 2013 był zawodnikiem klubów Wilkes-Barre/Scranton Penguins i Milwaukee Admirals z ligi AHL, lecz nie rozegrał w ich barwach meczu. W 2013 wyjechał do Europy i został zawodnikiem fińskiego klubu Rauman Lukko w rozgrywkach Liiga. W jego barwach rozegrał sezony 2013/2014 (wówczas zawodnikiem tej drużyny był inny Amerykanin Polskiego pochodzenia, Steven Zalewski), 2014/2015 i 2015/2016. Przedłużał kontrakt z klubem o rok w kwietniu 2014 i w styczniu 2015. Od kwietnia 2016 zawodnik Jokeritu w rosyjskich rozgrywkach KHL. W grudniu 2017 przedłużył kontrakt o dwa lata. W lipcu 2019 przeszedł do Vienna Capitals.
W sezonie 2013/2014, 2015/2016 występował w kadrze narodowej Stanów Zjednoczonych. Uczestniczył w turnieju zimowych igrzysk olimpijskich 2018.
Przez rodzinę swojego ojca ma polskie pochodzenie, a po raz pierwszy w Polsce był w październiku 2019 w związku z meczem jego zespołu z Wiednia przeciwko GKS Tychy w ramach rozgrywek Hokejowej Ligi Mistrzów (2019/2020). W trakcie kariery zyskał pseudonimy Zapo, Zaps.

## Sukcesy

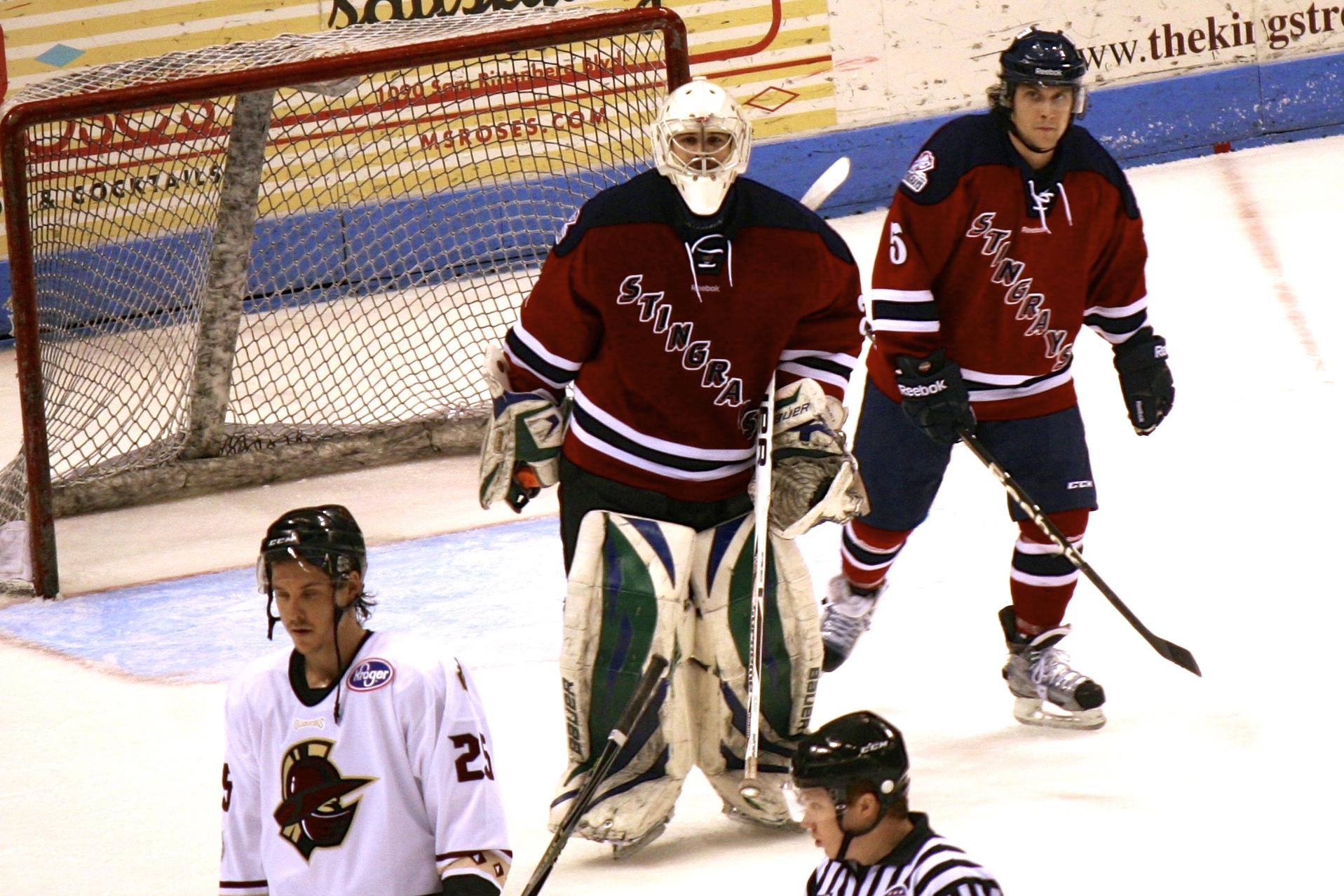
Ryan Zapolski w barwach South Carolina Stingrays (2013)

Klubowe
- Brązowy medal mistrzostw Finlandii: 2014 z Lukko

Indywidualne
- NAHL 2006/2007:
  - Pierwsze miejsce w klasyfikacji skuteczności interwencji: 92,9%
  - Pierwszy skład gwiazd
- ECHL 2012/2013:
  - Najlepszy bramkarz miesiąca - grudzień 2012, styczeń 2013
  - Mecz Gwiazd ECHL
  - Pierwsze miejsce w klasyfikacji średniej goli straconych na mecz: 1,64
  - Pierwsze miejsce w klasyfikacji skuteczności interwencji: 94,2%
  - Skład gwiazd debiutantów
  - Pierwszy skład gwiazd
  - John A. Daley Trophy - najlepszy debiutant sezonu
  - Najlepszy bramkarz sezonu
  - Najbardziej Wartościowy Zawodnik (MVP) sezonu
- Liiga (2013/2014):
  - Najlepszy zawodnik miesiąca - luty 2014
  - Pierwsze miejsce w klasyfikacji czasu gry wśród bramkarzy w sezonie zasadniczym: 3388 minut (58 meczów z 60)
  - Piąte miejsce w klasyfikacji skuteczności interwencji w sezonie zasadniczym: 92,64%
  - Piąte miejsce w klasyfikacji średniej goli straconych na mecz w sezonie zasadniczym: 2,02
  - Drugie miejsce w klasyfikacji skuteczności interwencji w fazie play-off: 92,02%
  - Czwarte miejsce w klasyfikacji średniej goli straconych na mecz w fazie play-off: 2,30
- Liiga (2014/2015):
  - Pierwsze miejsce w klasyfikacji liczby meczów bez straty gola w fazie play-off: 2 (ex aequo)
- Liiga (2015/2016):
  - Pierwsze miejsce w klasyfikacji liczby meczów bez straty gola w sezonie zasadniczym: 10
- KHL (2017/2018):
  - Skład gwiazd miesiąca - październik 2017[11]
  - Najlepszy bramkarz miesiąca - październik 2017[12]
  - Piąte miejsce w klasyfikacji średniej goli straconych na mecz w sezonie zasadniczym: 1,76
  - Pierwsze miejsce w klasyfikacji liczby meczów bez straty gola w sezonie zasadniczym: 9